# Afrikansk buskskvätta
Afrikansk buskskvätta (Saxicola torquatus) är en buskskvätta som tillhör familjen flugsnappare.

## Utseende
Afrikansk buskskvätta är ungefär tolv centimeter lång. Hanen har svart huvud, vit halsring och mörk vingovansida. Bröstet är orangeröd. Honan är mattare färgad.

## Systematik och utbredning
Systematiken kring arten är omdiskuterad och inte helt utredd. Tidigare fördes afrikansk buskskvätta med sina underarter till svarthakad buskskvätta (S. rubicola), då med det vetenskapliga namnet Saxicola torquatus, eftersom det afrikanska taxonet torquatus namngavs före rubicola och har därför taxonomisk prioritet. Idag delas svarthakad buskskvätta vanligen upp i flera arter, varav afrikansk buskskvätta är en, dock ej av Birdlife International och internationella naturvårdsunionen IUCN. DNA-studier pekar på att afrikansk buskskvätta möjligen skulle kunna delas in i fler underarter, där sibilla ligger närmast till (se nedan). 
Den gängse uppfattning av vilka populationer arten afrikansk buskskvätta består är följande indelning i 17 underarter i tre grupper, efter den tongivande internationella taxonomiska auktoriteten Clements et al:
- torquatus-gruppen
  - Saxicola torquatus felix – förekommer i bergstrakter i sydvästra Saudiarabien och Jemen
  - Saxicola torquatus jebelmarrae – västra Sudan (Darfur)
  - Saxicola torquatus moptanus – inre Nigerdeltat, Mali, norra Senegal och Senegalflodens delta
  - Saxicola torquatus nebularum – högländer i Sierra Leone, Guinea, Liberia och västra Elfenbenskusten
  - Saxicola torquatus adamauae – högländer i norra och västra Kamerun
  - Saxicola torquatus pallidigula – Kamerunberget och Bioko
  - Saxicola torquatus axillaris – högländer i östra Demokratiska republiken Kongo till Rwanda, Uganda, Kenya och norra Tanzania
  - Saxicola torquatus promiscuus – högländer i södra och sydöstra Tanzania, norra och västra Moçambique, östra Zimbabwe och norra Malawi
  - Saxicola torquatus salax – sydöstra Nigeria till Kamerun, Gabon, nedre Kongofloden och Angola
  - Saxicola torquatus stonei – södra Demokratiska republiken Kongo och västra Tanzania till södra och östra Angola, nordöstra Namibia, Zambia, centrala Zimbabwe, östra och norra Botswana och norra Sydafrika
  - Saxicola torquatus clanceyi – kustnära västra Namibia till nordvästra Kapprovinsen
  - Saxicola torquatus torquatus – Sydafrika (Västra Kapprovinsen till Limpopo) samt västra Swaziland
  - Saxicola torquatus oreobates – högländer i Lesotho, rör sig till östra Zimbabwe och södra Moçambique
  - Saxicola torquatus voeltzkowi – ön Grande Comore i Komorerna
- Saxicola torquatus albofasciatus – västra och centrala Etiopien, sydöstra Sydsudan och nordöstra Uganda
- Saxicola torquatus sibilla – endemisk för Madagaskar

Underarterna stonei och clanceyi inkluderas ofta i salax.

### Familjetillhörighet
Buskskvättorna ansågs fram tills nyligen liksom bland andra stenskvättor, stentrastar, rödstjärtar vara små trastar. DNA-studier visar dock att de är marklevande flugsnappare (Muscicapidae) och förs därför numera till den familjen.

## Ekologi
Afrikansk buskskvätta lever på öppna ytor med enstaka buskar. Boet göms på marken och byggs av gräs, strån, mossa och rötter. Den livnär sig av insekter, spindlar och maskar, som den oftast fångar på marken. 

## Status och hot
Internationella naturvårdsunionen IUCN kategoriserar arten som livskraftig, men inkluderar i torquatus även svarthakad buskskvätta, vitgumpad buskskvätta och amurbuskskvätta.